# Jevhen Cymbaljuk
Jevhen Serhijovyč Cymbaljuk (in ucraino Євген Сергійович Цимбалюк?, trasl. angl. Yevhen Tsymbalyuk; Lyman, 19 giugno 1996) è un calciatore ucraino, difensore della squadra del Urartu.

## Caratteristiche tecniche
È un difensore centrale.

## Carriera

### Club
Cresciuto nel settore giovanile dell'Olimpik Donec'k, ha esordito in prima squadra il 30 maggio 2015 disputando l'incontro di Prem"jer-liha perso 4-1 contro il Mariupol'. Il 14 settembre 2022, si trasferisce alla squadra armena Urartu vincendo nella  stagione 2022-2023 la coppa armena e il Bardsragujn chumb segnando proprio il goal della matematica conquista nella penultima partita di campionato.

### Nazionale
Ha giocato nella nazionale ucraina Under-21.

## Statistiche
Statistiche aggiornate al 12 maggio 2025.

### Presenze e reti nei club
| Stagione                 | Squadra                  | Campionato               | Campionato | Campionato | Coppe nazionali | Coppe nazionali | Coppe nazionali | Coppe continentali | Coppe continentali | Coppe continentali | Altre coppe | Altre coppe | Altre coppe | Totale | Totale | Totale |
| Stagione                 | Squadra                  | Comp                     | Pres       | Reti       | Comp            | Pres            | Reti            | Comp               | Pres               | Reti               | Comp        | Pres        | Reti        | Pres   | Reti   |        |
| ------------------------ | ------------------------ | ------------------------ | ---------- | ---------- | --------------- | --------------- | --------------- | ------------------ | ------------------ | ------------------ | ----------- | ----------- | ----------- | ------ | ------ | ------ |
| 2014-2015                | Olimpik Donec'k          | PL                       | 1          | 0          | CU              | 0               | 0               |                    | -                  | -                  |             | -           | -           | 1      | 0      |        |
| 2015-2016                | Olimpik Donec'k          | PL                       | 0          | 0          | CU              | 0               | 0               |                    | -                  | -                  |             | -           | -           | 0      | 0      |        |
| 2016-2017                | Olimpik Donec'k          | PL                       | 12         | 0          | CU              | 0               | 0               |                    | -                  | -                  |             | -           | -           | 12     | 0      |        |
| 2017-2018                | Olimpik Donec'k          | PL                       | 22         | 0          | CU              | 1               | 0               | UEL                | 2                  | 0                  |             | -           | -           | 25     | 0      |        |
| 2018-2019                | Olimpik Donec'k          | PL                       | 12         | 0          | CU              | 2               | 0               |                    | -                  | -                  |             | -           | -           | 14     | 0      |        |
| Totale Olimpik Donec'k   | Totale Olimpik Donec'k   | Totale Olimpik Donec'k   | 47         | 0          |                 | 3               | 0               |                    | 2                  | 0                  |             | -           | -           | 52     | 0      |        |
| 2021-2022                | Desna Černihiv           | PL                       | 15         | 0          | CU              | 0               | 0               |                    | -                  | -                  |             | -           | -           | 15     | 0      |        |
| Totale Desna Chernihiv   | Totale Desna Chernihiv   | Totale Desna Chernihiv   | 15         | 0          |                 | -               | -               |                    | -                  | -                  |             | -           | -           | 15     | 0      |        |
| 2022-2023                | Urartu                   | BC                       | 25         | 4          | CA              | 2               | 0               |                    | -                  | -                  |             | -           | -           | 27     | 4      |        |
| 2023-2024                | Urartu                   | BC                       | 19         | 0          | CA              | 3               | 0               | UCL+UECL           | 2+2                | -                  |             | 1           | 0           | 27     | 0      |        |
| Totale Urartu            | Totale Urartu            | Totale Urartu            | 44         | 4          |                 | 5               | 0               |                    | 4                  | 0                  |             | 1           | 0           | 54     | 4      |        |
| 2024-2025                | Concordia Chiajna        | BC                       | 18         | 0          | CA              | 0               | 0               |                    | -                  | -                  |             | -           | -           | 18     | 0      |        |
| Totale Concordia Chiajna | Totale Concordia Chiajna | Totale Concordia Chiajna | 18         | 0          |                 | -               | -               |                    | -                  | -                  |             | -           | -           | 18     | 0      |        |
| Totale carriera          | Totale carriera          | Totale carriera          | 124        | 4          |                 | 8               | 0               |                    | 6                  | 0                  |             | 1           | 0           | 138    | 4      |        |

## Palmarès

### Club

#### Competizioni nazionali
- Campionato armeno: 1

Urartu: 2022-2023
- Coppa d'Armenia: 1

Urartu: 2022-2023